# Rudolph Dirks

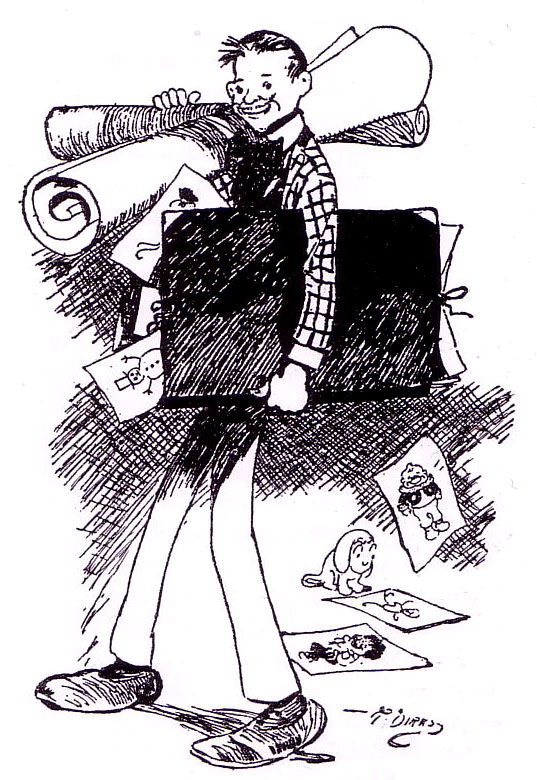
Zelfportret / karikatuur

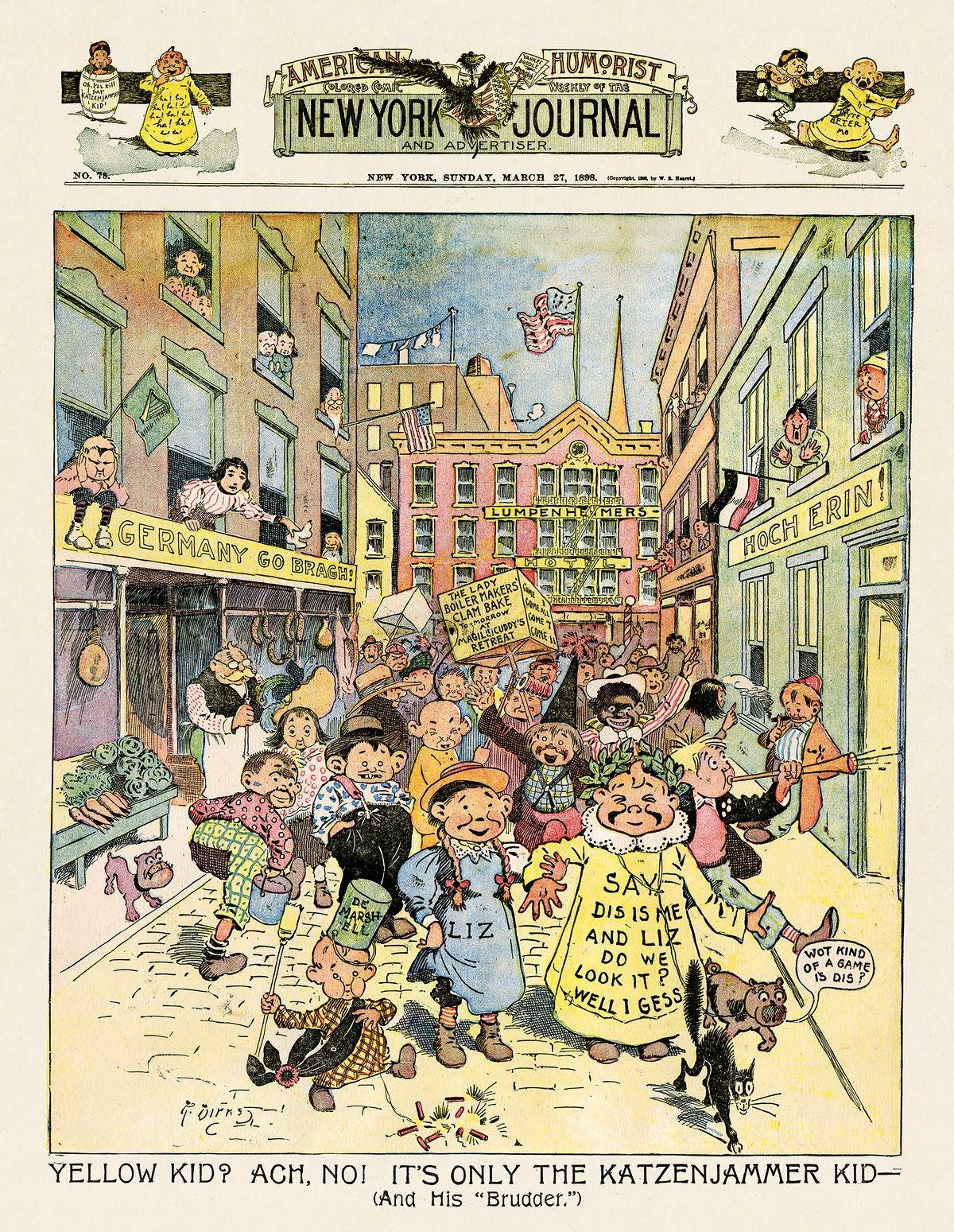
The Katzenjammer Kids in 1898

Rudolph Dirks (Heide, 26 februari 1877 - 20 april 1968) was een Duits-Amerikaans striptekenaar. Hij was een strippionier en is bekend als bedenker van The Katzenjammer Kids.
Dirks werd geboren in Duitsland maar verhuisde in de jaren 1880 met zijn familie naar de Verenigde Staten. Vanaf 1894 tekende hij cartoons voor de bladen Judge en Life. Op vraag van de krant New York Journal creëerde hij in 1897 de succesvolle strip The Katzenjammer Kids. Aanvankelijk was hij erg beïnvloed door Max und Moritz van Wilhelm Busch en werkte Dirks nog met onderschriften onder de tekeningen. Hij schakelde echter snel over naar het gebruik van tekstballonnen. Na een sabbatjaar dat hij doorbracht in Europa verliet Dirks New York Journal en begon hij te werken voor de concurrerende krant New York World. Dit leidde tot een rechtszaak over de rechten op de stripreeks. The Katzenjammer Kids bleven verschijnen in New York Journal maar Dirks mocht zijn figuren blijven tekenen op voorwaarde dat hij de titel veranderde. Voor World hernam hij dus zijn successtrip onder de titel Hans and Fritz en dit werd al snel The Captain and the Kids. Vanaf 1946 werd hij bij zijn werk geassisteerd door zijn zoon John Dirks en na zijn pensioen in 1958 nam zijn zoon deze strip volledig over. Verder tekende Rudolph Dirks ook de strip The terrible Twins voor de krant The Philadelphia Inquirer. 
In zijn vrije tijd was Dirks een verdienstelijk kunstschilder.
- Bibliothèque nationale de France: cb12199057m (data)
- Biografisch Portaal: 28162502
- Gemeinsame Normdatei: 17204491X
- International Standard Name Identifier: 0000 0000 6644 9215
- Library of Congress Control Number: n90684075
- Nationale Bibliotheek van Letland: 000034754
- Nationale Bibliotheek van Israël: 987007439326805171
- Nederlandse Thesaurus van Auteursnamen: 073470821
- RKD-Nederlands Instituut voor Kunstgeschiedenis: 23270
- Istituto Centrale per il Catalogo Unico: RAVV015025
- SNAC: w6jw8v04
- Système universitaire de documentation: 184435803
- Union List of Artist Names: 500123784
- Virtual International Authority File: 34145970100432250958